# ウィリアム・バーキン
ウィリアム・バーキン (William Birkin) とは、『バイオハザードシリーズ』に登場する架空の人物である。
| 『バイオハザード0』                                  | （以降、『0』）          |
| 『バイオハザード2』                                  | （以降、『2』）          |
| 『バイオハザード RE:2』                              | （以降、『RE:2』）       |
| 『バイオハザード アンブレラ・クロニクルズ』          | （以降、『UC』）         |
| 『バイオハザード ダークサイド・クロニクルズ』        | （以降、『DC』）         |
| 『バイオハザード アウトブレイク』                    | （以降、『OＢ』）        |
| 『バイオハザード オペレーション・ラクーンシティ』    | （以降、『OR』）         |
| 『バイオハザード レジスタンス』                      | （以降、『RESISTANCE』） |
| 『バイオハザード ディジェネレーション』              | （以降、『DG』）         |
| 『バイオハザード』（実写映画）                       | （以降、『I』）          |
| 『バイオハザード: ウェルカム・トゥ・ラクーンシティ』 | （以降、『WTRC』）       |

## 公式プロフィール
- 性別：男性
- 身長：178cm
- 体重：66.7kg
- 血液型：O型。
- 年齢：36歳[1]
- 没年月日：1998年9月30日
- 配偶者：アネット・バーキン
- 扶養者：シェリー・バーキン
- 声：Diego Matamoros（『2』）、TJ・ロトロ（『DC』『OR』『RE:2』）、関俊彦（『0（HDリマスター版）』、『RE:2』日本語吹替版）、平田広明（リブート版日本語吹替）
- 映画版俳優：ジェイソン・アイザックス（『I』〈ノンクレジット〉）、ニール・マクドノー（リブート版）[2]

## 基本設定
アンブレラ社に所属する研究員。天才科学者であり、ラクーンシティの地下に位置する巨大研究施設の所長。ジェームス・マーカスが発見した「タイラント・ウイルス（Tyrant Virus）/T-ウイルス」を完成させ、その途上で始祖ウィルスの試作改良したウィルスの被験者であったリサ・トレヴァーの体内から「G-ウイルス」を発見・開発した。
16歳の頃はアルバート・ウェスカーと共にアークレイ研究所の主任研究員を勤めていた。

### 人物
非常に残忍な性格で、自らの恩師のジェームス・マーカスを少しも躊躇せず殺害したり、研究施設で非人道的な人体実験を行っていた一方、才能がある故の屈折した性格も持ち合わせており、幹部養成所再利用計画が頓挫した際や遡ってアレクシア・アシュフォードが10歳で南極研究所の主任となった時もかなり苦悩していた。しかし、それらの出来事がT-ウィルスやG-ウィルスを生み出すバネとなった。

### 人間関係
アークレイ研究所で出会ったアネットとは夫婦であり、彼女には助手も任せている。また、アネットの間に一人娘のシェリー・バーキンをもうけたが、「研究に夢中」だったらしく、娘に愛情を抱いていたかは不明。
アルバート・ウェスカーとは、幹部養成所の研修生時代からの親友であり、同時にライバルであった。アルバートがアンブレラを裏切って別の組織に転身する事を知った際も「バカな裏切り」と称しながらも本社に報告しなかった事からそれなりの友人としての感情は持っていた模様。養成所の副所長からは「ウィル」と呼ばれていた。

## 生涯

### 『バイオハザード0』以前
1962年に誕生。後にアンブレラ社に入社し、1977年（当時15歳）に幹部養成所に配属され研修生として勤める。この際、養成所の所長であり後にT-ウイルスを発見するジェームス・マーカスや、2歳年上の同期にして生涯の親友・ライバルとなるアルバートと出会う。
1978年、わずか16歳にしてアルバートと共にアークレイ研究所の主任研究員に抜擢され、「始祖ウイルス（Genesis Virus）」の研究を始める。
1981年7月27日、アレクシアが僅か10歳にして「南極研究所」の主任研究員として配属されたことを知り、それ以降は彼女に猛烈なライバル心を抱き、無意味な実験を繰り返して研究を停滞させるが、二年後の1983年12月31日にアレクシアが事故死（実際には死亡していないが）したことを知り、落ち着きを取り戻す。
1986年までの間に部下の研究員アネットと結婚し、娘シェリーをもうける。
1988年、アンブレラ社会長のオズウェル・E・スペンサーの命令に従い、アルバートと共に傭兵部隊を率いて自らの恩師であるマーカスを暗殺する。その同年、自らが中心となって「タイラント計画」を始動する。同年7月、寄生生物「ネメシス・プロトタイプ」を吸収した不死身の被験体「リサ・トレヴァー」の細胞からG-ウイルスの原型を発見し、1991年、スペンサー卿から承認を得て「G-ウイルス計画」を始動、アルバートが情報部へ転勤するのとほぼ同時に、巨大地下研究施設に転属し、所長となる。この際、研究施設への入り口となるラクーン警察署（R.P.D.）の署長ブライアン・アイアンズと密約を交わし、賄賂による癒着関係となる。
1995年7月31日、不死身の被験体リサを始末するために再びアークレイ研究所を訪れ、同じく同研究所にやって来たアルバートや、被験体のリサと再会し、更に自らの後任者であるジョンと出会う（結局リサは3日間かけても殺すことが出来ず、所長にどこかへ運ばれていった）。

### 『バイオハザード0』
1998年7月、情報部工作員になっていたアルバートと共に幹部養成所の再利用計画を任されるが、派遣した第一次調査隊が復活したマーカスの操る実験体ヒルに襲われ全滅する。同月23日、再びアルバートと共に第二次調査隊としてU.S.S.デルタチームを派遣するが、またしてもマーカスのヒルによって部隊は全滅し、再利用計画は失敗する。この出来事からアンブレラを見限ったアルバートから離反を宣言されるが、友情があった為か見逃し、更に試作ウイルスを渡す。その後、復活したマーカスや事件の真相を調査しているS.T.A.R.S.隊員、T-ウイルスが流出した施設等、アンブレラにとって不利益になるものを全て消すために施設の爆破装置を起動させ、退散する。ちなみに、本作をガンシューティングゲームにリメイクした『UC』では、アルバートの離反宣言に対して大きく狼狽えていた。

### 『バイオハザード2』
遂にG-ウイルスを完成させたが、アルバートと同様にアンブレラから離反し、独自にアメリカ合衆国政府と兵器売買交渉を行おうとしたためにハンク（HUNK）率いるU.S.S.アルファチームの襲撃を受け、その際の銃撃で瀕死の重傷を負う。そして死の間際、延命とG-ウイルス奪回のため自らに多量のG-ウイルスを注入してクリーチャー「G」へと変貌を遂げ、ハンク以外のアルファチーム隊員を全滅させる。この際にT-ウイルスのカプセルを破壊し、ラクーンシティ全域でのバイオハザードを引き起こす。その後、6日間に渡って警察署やその地下を徘徊し、生殖の為に宿主となる人間を探し続ける。同月29日、遂に宿主として最適なシェリーを発見し、警察署長アイアンズやベン・ベルトリッチを殺害しながら彼女を追い、その過程で何度もレオン・S・ケネディやクレア・レッドフィールドと戦うこととなるが、その度に敗れて異常進化を繰り返した挙句、列車の爆発で完全に死亡した（しかし、G-ウイルスを含んだ細胞片は後にエイダ・ウォンによって採取され、アルバートの手へ渡ることになる）。

## クリーチャー「G」として
致命傷を負ったウィリアムがG-ウィルスを自らに注入したことで「G生物」と化した成れの果て。『2』や『2』をガンシューティングゲームとしてリメイクした『DC』における正式名称は「G」であり、作中ではウィルスの名前である「G」と呼ばれることは無く、一貫して、ウイルスの宿主である人物の名前そのままに「ウィリアム」と呼ばれる。『UC』ではエイダ・ウォンから「バーキンG」と呼ばれ、『OR』では「G-バーキン」という名称となっている。『OR』『2』『DC』の他にも、『OB』のオープニングや『DG』のクレアの回想、『OR』の最初のステージ等にも登場する。『2』及び『DC』では、以下の5形態に変化する。
G第1形態/G1
G-ウィルスに適合し、絶大な力を得たものの自我を失い、ウィルスに操られるだけの存在となった際の状態。
右上半身を中心に肥大化し、右肩には瞼がある巨大な眼球が形成されている。右手には鋭く太い爪が形成されており、それと怪力が合わさった爪撃は人間を一撃で殺害してしまう。また、ウィルスの作用により、凄まじい怪力を獲得しており、これを利用して近くにあった鉄パイプを引きちぎって以降は怪力を生かした強烈な打撃攻撃として使う。爪の隙間からはGの「胚」と呼ばれる管状の寄生体を射出でき、標的の口から胚を侵入させる。一方で左半身や下半身はまだ殆ど変異しておらず、ウィリアムの面影を色濃く残し、衣服なども残ったままとなっている。脇腹から腹部に掛けて微かに腕や手が現れ始めている。
当初は変異前と然程変わらない体格だが、主人公（レオン若しくはクレア）と遭遇した際に変異が始まり、上半身の右側が肥大化し、重心が安定しなくなったため動きは覚束無く、鈍い。主人公との戦闘では鉄柵を引きちぎった鉄パイプを武器として使用し、主人公がダウンしている状態の時は叫びながらパイプを高く掲げ、急所の頭を攻撃する即死攻撃を繰り出す。
変異直後、隊長ハンクとヘリコプターのパイロット「ナイトホーク」を除くアルファチーム隊員を皆殺しにし、奪われたG-ウィルスのカプセルを奪回してウイルスを飲み干す（この際、意図的にt-ウィルスのカプセルを破壊している描写がある）。その後は種の繁殖の為に新たなウイルスの宿主を探して地下道や警察署を徘徊する。
変異から6日後、遂に遺伝子情報が近く、宿主として最適なシェリーを発見し、追跡を開始。その道中でベンやアイアンズ署長を殺害し、地下道への入り口で主人公と対峙する。敗北すると、自ら地下に逃げていく。
『DC』では、変異した当初から上半身が肥大化しており、僅かに残る記憶から娘の名前を大声で叫ぶ。主人公との戦闘では鉄パイプでの殴打だけでなく、鉄パイプを主人公めがけて投擲したり、主人公の首を締め上げたりする攻撃が追加された他、HPをゼロにしても条件を満たさないと倒せなくなった。ただし、鉄パイプの攻撃の際、振りかぶった後、少しの間停止してから振り下ろすため、隙が大きい。主人公に敗れるとよろめきながら地下へ落下する。
『OR』では最初のボス的存在として登場する。『DC』と同様に変異直後から上半身が肥大化している上に、服が『2』や『DC』に登場した時よりもボロボロになっている。また、『2』『DC』と異なり、当初から鉄パイプを所持している。どれだけ攻撃しても倒すことは出来ないが、右肩の巨大な眼球を撃つと怯ませることができ、ゲートが開くまでの時間稼ぎができる。
『OB』や『DG』ではシルエットやかなりのアップでの登場のため全体が見えないが、『OB』では『2』よりもU.S.S.アルファチームとの戦いが詳細に描写されている。
『RE:2』では、レオン編クレア編ともに、警察署の地下施設で遭遇する。鉄パイプはレオン編は最初から所持しており、クレア編では彼女を襲った際にそのままの勢いで足場から引き抜き使用している。まだウィリアムの意識が残っているようで、行動の変化時に苦しみつつ「助けて」「やめろ、死にたくない」等と叫ぶことがある。時間経過で行動が変化し、G生物としての本能が表層化し咆哮を上げながら速足で主人公を追い回す状態と、ウィリアムの意識が戻りたどたどしく言葉を発しながらゆっくりと主人公を追いかける状態を行き来する。クレア編では彼女がタイラントに追い詰められるイベントにて再登場し、シェリーに襲い掛かろうとするタイラントに背後から強烈な攻撃を加えつつ第2形態に進化する。
G第2形態/G2
先の主人公との戦闘によるダメージからの回復に伴いG細胞を増殖させた影響で、更なる進化を遂げたのに加えG生物独自の気管が随所で発達、形成される途中の状態。
右腕は第1形態よりも更に発達し、爪も長大に成長したため、これを鉄パイプの代わりに攻撃手段として使うようになった。右肩の眼球も更に発達し、ウィリアム本来の頭部は左脇腹に移動、半ば埋没しかかった状態になり、機能も喪失した。代わりに頚椎からはG生物独自の新たな頭部が形成されつつある。また右肩の眼球の他、背中にも眼球が現れ、腹部には第1形態では露見する程度であった新たな腕が未発達ながらも明確に形成されつつある。怪力も健在で、機関車の天井や壁を爪撃によって紙の如く貫いてしまう。下半身や左上半身もやや肥大化しているものの、まだ人間の状態を残している。
ゴンドラに乗ったレオンとエイダを襲撃し、天井を爪で貫いて攻撃してくるが、二人に攻撃されてひとまず退散する。その後、ターンテーブルに偽装された巨大なエレベーター上で主人公と対峙する。一定のダメージを受けると脇腹に移動したウィリアムの頭部がせりあがり、大幅に弱体化する。主人公に敗れると、片膝を着き大量出血しながら倒れる。
『DC』ではアネットを見て首をかしげる等、新しい頭部が形成されているにもかかわらず記憶を残している様な描写があり、直後にアネットにワクチンを撃たれるも返り討ちにして致命傷を与えた（ワクチンは効果がなかった模様）。その後、研究施設のメインシャフトで主人公と対峙する。ジャンプして急降下しながらの爪撃が追加された。主人公に敗れるとその場に倒れ、そのまま目の前で第3形態へと変異し、続けて戦闘になる。
『RE:2』では、レオン編クレア編ともに、下水道中層の浄水施設建設予定地で戦闘となる。第1形態のように言葉を発することはなく、咆哮を上げつつ右腕を振り回して攻撃する。ウィリアム本来の頭部は頚椎からはG生物独自のに形成されつつある頭部と同時にまだ機能しており二つの頭部が同時に動いてる様子が見られる。また、背面にはウィリアムのものと思しき左脇へ向かって曲がり浮き出た背骨が見えている。主人公の攻撃ではその場に跪いて動かくなるだけで倒しきることができず、ステージに配置されているオブジェクトを用いなければ撃退できない。後に研究所の生体培養槽にて再登場し、主人公に迫ろうとした所でアネットの攻撃で一度は倒れるが、主人公とアネットが話をしている隙に第3形態に進化する。第1形態と違い、新たな左腕が形成される様子を除き、第3形態への直接的な進化の描写は無い(主人公とアネットの会話の最中に進化の大部分を終えたと思われる)。
G第3形態/G3
ウィリアムの細胞とG細胞との融合、入れ替わりが完了し、完全なG生物にへと進化を遂げた状態。
全身の体色が黒く変化しており、第2形態で形成され始めた新たな頭部が完成し、元のウィリアムの頭部は左脇腹に僅かに残る程になっており、殆どが埋没しており、もはやウィリアムおよび人間の面影はほぼない（精々二足歩行ができる程度）。以前まではあまり発達していなかった左腕も、右腕とほぼ同等の大きさに発達、背中に場所を移動させており、宛ら翼のような付き方に変化した。代わりに第1形態から第2形態に掛けて形成されていた新たな腕が完成し、元の肩の場所に収まったことで以前までは歪だった体格が漸く整った体格に収まった。下半身も外見は体色以外に変化を見受けられないが、左大腿にも大きな眼球がある。胸部には無数の刺の形状をしたものが中心に向かってすぼめたような形になっている。体格が大きく発達した分、やや動作は遅いが跳躍力は向上しており、相手との距離が離れていると飛び上がって接近する。
ターンテーブルに偽装された巨大なエレベーター上で主人公と対峙する。主人公と距離が開くと列車の上に飛び乗り、主人公の近くに飛び降りて奇襲を仕掛けてくる。主人公に敗れると、エレベーターの鉄筋に掴まり退散する。
『DC』では第2形態から主人公の目の前で変異し、引き続きメインシャフトで主人公と交戦する。『2』とは違い、速力は第2形態よりも高くなっており、高い跳躍力を見せたり、爪攻撃に加えて飛び蹴りや回し蹴りをするなど、激しい動きもみせる。敗れると、バランスを崩して奈落へ落下したあと、第4形態へ進化して戻ってて来る。
『RE:2』では、レオン編とクレア編ともに、研究所の生体培養槽で遭遇する。体の前側に3か所、背中に1か所目玉があり、全て破壊すると胸が開いて弱点である目玉が大量に集まったような核が露わになる。また、『2』では、肥大化した両腕は元あった腕が発達したのに対し、こちらでは左腕は元の状態から若干の肥大化と爪が鋭くなっただけに留まり、新たに背中から巨大な追加の左腕が生えるようにいきなり形成される形となっている。更に顔付きも『2』や『DC』と違い、眼が白になっている他、骸骨を思わせるような顔付きになっている。動きはそれほど速くはないが、高い跳躍力や、自身よりも遥かに大きな物体を持ち上げて主人公に投げ付けるなど、持ち前の怪力を生かした攻撃を仕掛けてくる。倒されると核が破裂し、胸から黄色い体液を流しながら倒れ込む。
G第4形態/G4
第3形態の時点で度重なる主人公との戦闘によるダメージを負ったGが、回復を遂げつつ次の形態に変異した状態。
当初は第3形態に近い姿だが、胸部の中心に向かい、すぼまっていた白い刺が、イソギンチャクの口のように絶えず開閉している。攻撃手段は両腕での爪撃のみ。主人公に敗れるとその場で倒れ、更なる進化を遂げ、G細胞の増大に伴う質量の増加により、自重を支えるために二足歩行から四足歩行の獣型に変異し、胸に生える無数の白い刺は、頭部の口腔と一体化しつつ、巨大な牙と顎に発達した。機動性、跳躍力が格段に上昇し、高速での走行や高い足場に飛び乗ることができる。攻撃手段は走行からの体当たりや爪撃の他、高所からの飛び掛かり等の攻撃手段が大幅に増える。特にその巨大な顎での噛み砕き攻撃は攻撃力が非常に高く体力が半分以上残っていても死亡する可能性がある。
プラットホームの入り口にて主人公と対峙し、倒されると大量出血しながら肉の塊の様な姿になる。
『DC』では第3形態が倒されて落下した直後に進化を遂げ、いきなり獣型の形態でメインシャフトに這い上がり、メインシャフトを破壊しながら主人公に襲いかかる。加えて『2』と同じく高い跳躍力と機動性に加え、リッカーのように壁にへばりつく事が出来るようになっており、第3形態以上の激しい動きを見せている。主人公に敗れると、再び奈落へと落下していく。
『RE:2』ではクレア編のみ登場。1stと2ndの両シナリオに登場し、1stシナリオではラスボス。容姿が『2』や『DC』での姿から大幅に変更され、胸に生える無数の白い刺が頭部の口腔と一体化しつつ、巨大な牙と顎に発達している点は変わらないが、上半身や両腕が肥大化した形で下半身はやや小さくなっているなど、第3形態と比べアンバランスな容姿となっており、『2』や『DC』における獣型から人型に近い姿になっている。また、第2形態から確認できる背面のウィリアムの背骨は健在であるが埋もれた頭部は全く見えなくなっている他に、体表のあちこちに回復のために捕食したゾンビのものと思しき腕が幾本も垂れ下がっている。代わりに第3形態で形成された小さい両腕は退化して無くなっており、両腕、両足は共に肉が剥がれ掛けているかのごとく隙間が多くなっていて両足は半ば骨が剥き出しになったかのような形に変化しており、両腕も一部が触手のような形状に変化しかかったような形に変化している。普段は二足歩行で、攻撃時と弱ったときのみ四足歩行になる。巨大な口腔内の鋭い牙の合間に第3形態のコアを巨大化させた無数の眼球が存在しており、弱点にもなっている。また、壁にへばりついて登れるようになっているなど、『2』や『DC』で見られた要素が複数盛り込まれた形となっている。倒されると、左腕がもげ、胸部の口腔を数回破裂させて倒れる。また『RE:2』では倒された最後に埋もれていたウィリアム本来の頭部が現れ破裂する描写が存在し、それによりウィリアム本来の記憶は完全に死滅する。
G第5形態/G5
これまでの戦闘による度重なるダメージからの超回復に加え、それに必要な養分等を補うため、手当たり次第に死体やゾンビなどを大量に摂取した結果、最早以前の原型すら止めない非常に巨大な肉塊のような醜悪な姿となった状態。
第4形態の獣型から軟体生物のような姿に変化しており、非常に柔らかい体躯となったため、狭い場所にも易々と侵入することが出来るようになったが、体躯が非常に巨大になっているため、第4形態のような跳躍力は失われてしまい、触手に変化した手足を伸ばして壁や床に張り付かせ、それらで身体を引っ張るようにして移動を行う。体格が巨大になったのとは対照的に頭部は成長しないまま、巨大な口腔の上に小さく存在する程度にとどまっている。更に口腔は第4形態の形に近い形をしているが、より巨大に発達している上に牙の数も大幅に増えている。主人公に敗れると出血しながらしぼみ、床に泥の様に広がる。しかし、それでも死んでおらず、前よりも更に巨大な肉塊状の怪物となってシェリーを追い詰めるが、最後は列車の爆破装置によって列車もろとも爆破され、ようやく死亡する。
『DC』では4本の触手の内、2本の先端には3本の鈎爪があり、中央に眼球がある。残りの2本は鎌状になっており、切りつけてくる。触手での殴打の他、列車の残骸を主人公めがけて投げてきたり、主人公を触手で掴んだり、口腔を伸ばして噛み付いてきたりするなど、攻撃手段が増えている上に、HPをゼロにしても怯むだけで完全には倒せず、車両を切り離すことで勝利となる。なお『2』とは異なり自力で移動することは無いため、触手で自分の体を引きずって移動する様子は見られない。最後は車両を切り離され、施設の爆破に巻き込まれて死亡する。イベントムービーでは、とても言葉を発音出来るような口の形状をしていないが、シェリーの名を叫び続けている。
Gはこの第5形態を最期に死亡したが、『biohazard archives』によると、この形態が最終形態であるとは断言できないと記されており、仮にそのまま生存していた場合、ウィルスの侵食がさらに進行し続け、第6、第7形態と更なる進化を遂げていた可能性は充分にあり、それがどのくらいまで進化を遂げ続けるかは予測が付かないとされている。
『RE:2』でも、レオン編クレア編ともに、2ndシナリオのラスボスとなる。列車内に侵攻しながら、主人公に襲い掛かる形となるため、奥に追い詰められてしまう前に一定のダメージを与えて倒す必要がある。ただし、主人公の攻撃だけでは倒すことができず、『DC』同様、車両を切り離させ、研究所の爆破に巻き込まれて、漸く死亡した。以前の形態と違って奥に追い詰めた時に捕食しに掛かる以外は特に攻撃を加えてくることはなく、ある程度進行すると、巨大な口腔内に巨大な眼球が出現する。なお、『2』と同様に列車内を移動するが、触手をひっかけている様子が見られず、どうやって移動しているのかは不明。
なお、倒した後の展開は違いが存在し、『2』では列車ごと自爆させ、レオン達は徒歩で脱出することになるが、『DC』『RE:2』ではG5がいる車両を切り離して研究所の自爆に巻き込み、レオン達は列車に乗ったまま脱出に成功する。

## ウィリアム・バーキンを演じた人物

### 声優
Diego Matamoros
- 『バイオハザード2』

TJ・ロトロ
- 『バイオハザード ダークサイド・クロニクルズ』
- 『バイオハザード オペレーション・ラクーンシティ』
- 『バイオハザード RE:2』
- 『バイオハザード レジスタンス』

関俊彦
- 『バイオハザード0 HDリマスター』
- 『バイオハザード RE:2』
- 『バイオハザード レジスタンス』

### 俳優
ジェイソン・アイザックス
- 『バイオハザード』※ノンクレジット

ニール・マクドノー
- 『バイオハザード: ウェルカム・トゥ・ラクーンシティ』